# Goggia lineata
Goggia lineata är en ödleart som beskrevs av Gray 1838. Goggia lineata ingår i släktet Goggia och familjen geckoödlor. Inga underarter finns listade i Catalogue of Life.